# Mirjam Jäger (Freestyle-Skierin)
Mirjam Jäger (* 9. November 1982 in Zürich) ist eine ehemalige Schweizer Freestyle-Skifahrerin.

## Sportkarriere
Sie startete 2003 zum ersten Mal in einem Weltcup in der Disziplin Halfpipe und gehörte dem Schweizer Nationalteam an.
Zwischen 2007 und 2015 gelangen ihr mehrere Podiumsplatzierungen. Ihr grösster Erfolg ist der Gewinn der Bronzemedaille bei der Weltmeisterschaft 2015 in Kreischberg. Im März 2015 gab sie ihren Rücktritt bekannt. Seither konzentriert sie sich auf ihre Karriere als Moderatorin und Model.

## Resultate

### Olympische Spiele

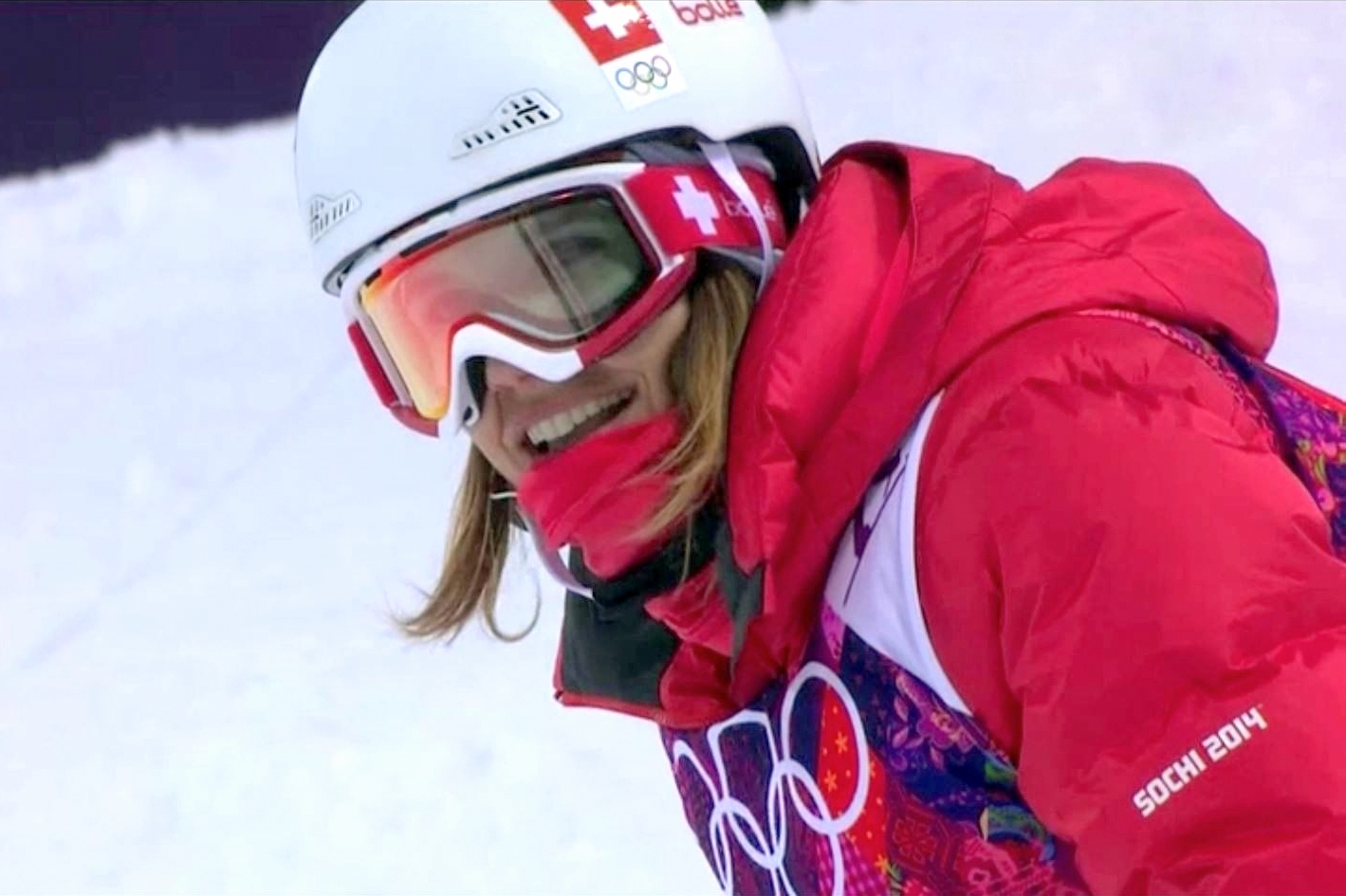
Mirjam Jäger bei ihrem ersten Run an den Olympischen Winterspielen 2014

- Sotschi 2014: 8. Halfpipe

### Weltmeisterschaften
- Inawashiro 2009: 11. Halfpipe
- Deer Valley 2011: 7. Halfpipe
- Voss 2013: 8. Halfpipe
- Kreischberg 2015: 3. Halfpipe

### Winter X Games
- Silbermedaille in den Winter X Games  2008[3]